# Stefan Menck
Stefan Menck (* 1962 in Hamburg) ist ein deutscher Kinderbuchautor.

## Leben
Menck studierte Theologie in Hamburg, Tübingen und Kiel und arbeitete in der IT-Branche. Seit 2001 arbeitet er als freier Kinderbuchautor.
Stefan Menck lebt in Hamburg. Menck veröffentlicht bei der Felix-AG die Serie "Geheimprojekt "Wilde Wiese".